# 上普倫多夫縣

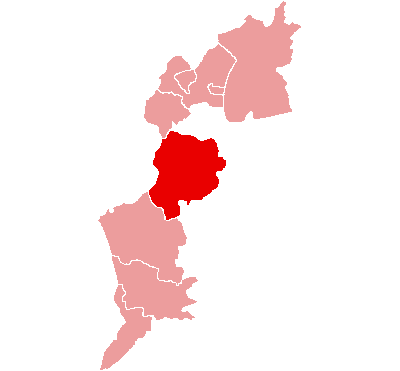
在布爾根蘭州的位置

上普倫多夫縣（德語：Bezirk Oberpullendorf）是奧地利布爾根蘭州的一個縣。面積701.5平方公里，2001年人口38,096人。首府上普倫多夫，下分27市镇。